# Vladimír Aubrecht
Vladimír Aubrecht (* 19. ledna 1964, Třebíč) je český fyzik a vysokoškolský pedagog.

## Biografie
Vladimír Aubrecht se narodil v roce 1964 v Třebíči, v roce 1982 absolvoval gymnázium ve Velkém Meziříči, následně nastoupil na Přírodovědeckou fakultu Masarykovy univerzity v Brně, kde v roce 1987 absolvoval obor Fyzikální elektronika a optika. Roku 1991 získal titul kandidáta věd v oboru elektrických přístrojů na Vysokém učení technickém v Brně a roku 1998 obhájil docenturu v oboru fyziky plazmatu na Masarykově univerzitě v Brně. V roce 2004 byl jmenován profesorem Ústavu výkonové elektrotechniky a elektroniky Fakulty elektrotechniky a komunikačních technologií VUT v Brně.
Působí v oborové komisi oboru Fyzika plazmatu na Masarykově univerzitě v Brně, působí také jako ředitel Centra výzkumu a využití obnovitelných zdrojů energie a jako člen koordinační rady CEITEC VUT. Od roku 2018 je děkanem Fakulty elektrotechniky a komunikačních technologií, funkční období mu končí v roce 2026.